# The Story
The Story é o segundo álbum de estúdio da cantora Brandi Carlile, lançado a 3 de abril de 2007.

## Faixas
Todas as músicas por Brandi Carlile, exceto onde anotado.
1. "Late Morning Lullaby"	- 3:27
2. "The Story" (Hanseroth) - 3:58
3. "Turpentine" - 2:58
4. "My Song" - 4:28
5. "Wasted" - 3:47
6. "Have You Ever" (Hanseroth) - 2:32
7. "Josephine" (Carlile, Hanseroth) - 3:02
8. "Losing Heart"	(Carlile, T. Hanseroth, P. Hanseroth) - 3:35
9. "Cannonball" - 3:52
10. "Until I Die" - 4:06
11. "Downpour" - 3:14
12. "Shadow on the Wall" (Carlile, Hanseroth) - 3:15
13. "Again Today" - 10:38

Nota: contém uma faixa escondida "Hiding My Heart" (3:35) após o fim da canção "Again Today"

## Paradas
| Ano  | Parada                | Posição |
| ---- | --------------------- | ------- |
| 2007 | Billboard 200         | 41      |
| 2007 | Top Rock Albums       | 10      |
| 2007 | Top Internet Albums   | 28      |
| 2007 | Top Digital Albums    | 41      |
| 2007 | Top Tastemaker Albums | 15      |

## Créditos[4]
- Brandi Carlile - Guitarra, vocal
- Matt Chamberlain - Bateria
- Keith Ciancia - Teclados
- Phil Hanseroth - Baixo, vocal de apoio
- Tim Hanseroth - Guitarra, vocal de apoio
- David Palmer - Teclados
- Amy Ray - Vocal
- Emily Saliers - Vocal